# 大撤退
大撤退（だいてったい、ロシア語: Великое отступление）とは、第一次世界大戦中の1915年、ロシア帝国陸軍がポーランドの突出部から行った戦略的撤退である。中央同盟国の夏の攻勢により、ロシア軍は莫大な損害を被っていたため、スタフカは突出部からの撤退を命じる事で、戦線を縮小し、突出部が包囲される事を回避しようとした。撤退自体は適切に行われたものの、ロシア軍の士気は大いに低下した。

## 背景
中央同盟国は戦力の増強を図っていた。ドイツは新たに11軍、12軍、ブク軍、ネマン軍の4つの軍を編成した。ロシア軍は軍の増強のための官僚機構が貧弱だったため、着実に戦力をすり減らしており、特に将校の消耗は深刻であった。中央同盟国は13個軍を有していたのに対し、ロシアは9個軍のみであり、東部戦線での軍事バランスは大幅に中央同盟国側に有利に傾いた。ヴィルヘルムの圧力の下、ファルケンハインはヒンデンブルクとルーデンドルフに東部戦線での攻勢を求めた。しかしルーデンドルフとオーストリア・ハンガリー帝国の全軍を指揮していたフランツ・コンラート・フォン・ヘッツェンドルフは包囲攻撃を好んでおり、ロシア軍最高司令部のスタフカも包囲を警戒していた。しかしファルケンハインは中央同盟国の補給能力の限界を理由に包囲作戦を拒否した。
ポーランドの軍集団の司令官はこの時既にポーランドの突出部から撤退するためにスタフカを説得しようと試みたが、スタフカは政治的影響のためにそのような大規模な撤退は難しいと感じていた。スタフカはヴィスワ川までロシア第2軍を後退させるという部分的な退却も許可しなかったため、ロシア軍は戦術的に不利な防御線を守る事を強要された。

## 攻勢
当初は大きな抵抗があったものの、1915年の5月から7月のゴルリッツ＝タルヌフ攻勢によって結果的にロシア軍の戦線は崩壊した。マッケンゼンの軍はサン川を渡り、プシェムィシルを奪還し、ロシア軍は22日にはリヴォフ（現ウクライナ領リヴィウ）から撤退した。この時、スタフカはポーランド南部の突出部から撤退し、ヴィスワ川沿いに新たな防衛線を構築しようと計画した。6月23日から27日の間、ドイツ軍はドニエストル川を渡り、新たに橋頭堡を確保しようとしたが、ロシアの反撃により、7月の初めには攻勢を停止した。
スタフカが更に心配していたのは、ドイツ第10軍とネマン軍が東部戦線の北端のクールラントから圧力をかけてくる事であった。ロシアはこの地域の防御は万全であるにもかかわらず、この地域にさらなる増援を送った。ロシア軍がこの地域で敗北し、クールラントから押し返されたとき、スタフカはドイツ軍の補給能力を過大評価し、ドイツ軍の更なる侵攻が開始される事を恐れた。ロシア軍が警戒していたのは、北部の攻勢と南部の新たな攻勢が開始され、ポーランドの突出部が完全に包囲される事であった。ドイツ海軍を過大評価をしていたため、プスコフからペトログラード方面への攻勢時にペトログラードへの強襲上陸も同時に行われる可能性も考慮していた。
ゴルリッツ＝タルヌフ攻勢により、ロシアの100万の軍はおよそ30％程度の損害を受け、180万人の戦力として不十分な軍はポーランドの突出部に晒されていた。

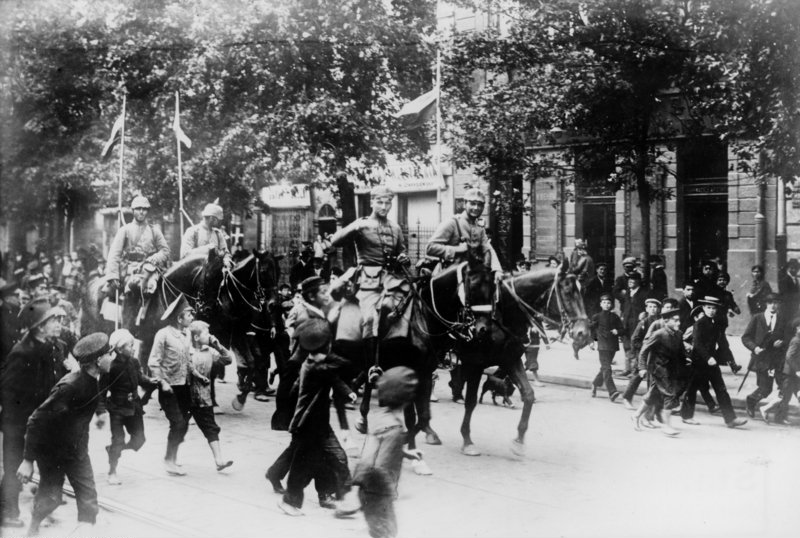
1915年8月5日、ワルシャワに入城するドイツの騎兵

ロシア軍は大砲、機関銃、ライフルを含む近代的な兵器とあらゆる種類の弾薬が、致命的なまでに不足していた。イギリスの軍需大臣デビッド・ロイド・ジョージはこの状況を、「ロシア軍の劣った装備と物資の欠乏についてはお答えできない。撤退こそが全軍の崩壊を防ぐための唯一の道である。」と述べた。
その時点でイヴァンゴロド、グロドノ（現ウクライナ領フロドナ）、ドヴィンスク（現ラトビア領ダウガウピルス）、オソヴィエツに点在する時代遅れな要塞には相当数の大砲が備え付けられており、当時の最新の大砲も保有していた。これらの要塞を活用することで消耗した歩兵部隊を再編成し、イヴァンゴロド-ルブリン-ヘウムの間に新たな戦線を形成できるチャンスがあった。
7月13日、全戦線にて中央同盟国の新たな攻勢が始まった。7月17日中央北部のガルビッツの軍は80%の損害を被ったにもかかわらず、8kmしか後退する事が出来なかった。ドイツ軍はさらに北のラトビアとリトアニアへ進軍し、13日にグロドノの要塞を占領した。スタフカはグロドノの要塞が1週間は持ちこたえるだろうと考えていた。さらにオーストリア・ハンガリー軍の攻勢が南部で始まった時、即座に撤退しなければポーランドの突出部は包囲されるとスタフカは判断し、ナレフ川とヴィスワ川の線上の防御を放棄して、即座に撤退するよう命じた。

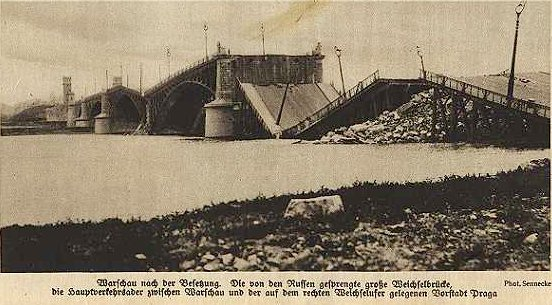
1915年のロシアの撤退時に破壊されたワルシャワのポニャトスキーの橋

7月13日までに全南翼は160km押し返されており、ブク川まで退却していた。この時ロシア領内のポーランド議会も放棄し、ワルシャワとイヴァンゴロドの要塞に陣取った。7月22日は中央同盟国はヴィスワ川を渡り、8月にはロシア第4軍はイヴァンゴロドの要塞を放棄した。ロシア軍の撤退によりワルシャワは孤立し、ドイツ第12軍は8月4日と5日にワルシャワを占領した。
さらにドイツ第8軍と第10軍、第12軍が東プロイセンからロシアを追い出そうと南へ進軍し、ロシアの前線はたちまち崩壊した。ロシアの前線の北端が崩壊した結果、開戦前の東プロイセンとロシアの国境ラインまで追い返された。
ドイツ軍は適切な戦力の増強を行った後、8月25日にブレスト＝リトフスク（現ベラルーシ領ブレスト）を占領した。9月19日にはヒンデンブルクの軍がリトアニアの首都のヴィルニュス（ヴィリニュス）を占領した。

## 結果

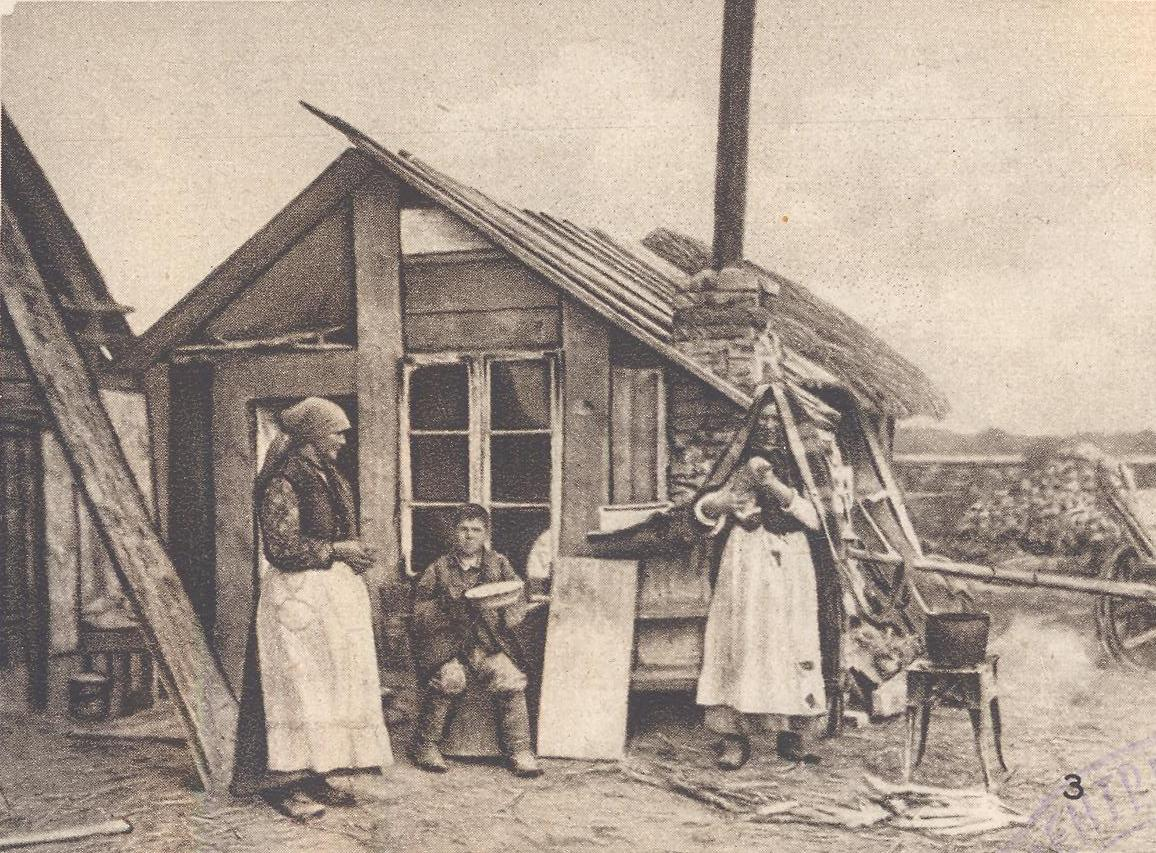
1915年、ワルシャワ近郊の破壊された村の住民

ロシア軍は飢えが蔓延し、戦傷と病の流行で戦力が大幅に減少したのにもかかわらずドイツ軍の前進は9月後半のロシア軍の反撃により停止した。新たな前線はバルト海からルーマニア国境の線上に形成されており、前線上の主な都市は北から順にはリガ-イェーカブピルス-ダウガフピルス-バラーナヴィチ-ピンスク-ドゥブノ-テルノーピリが所在していた。前線にはベラルーシの森とピンスクの湿地帯が含まれていた。
中央同盟国の夏の攻勢であまりにも多くの損害を出し、遅すぎる撤退命令を出したスタフカの責任を追及する必要があったので、1915年8月21日、ニコライ2世はニコライ・ニコラエヴィチを更迭し、自身が全軍の指揮を取ることを決定した。
ロシア軍は撤退時に、撤退した地域を破壊するよう命じた。ロシアは各都市のドイツ人の虐殺計画を実行し、ロシア各地の町や村ではユダヤ人が虐殺され、何千のユダヤ人がロシアから国外追放された。ロシアの軍事指導者はムスリムとドイツ人とポーランド人を裏切り者かスパイであると認識したが、ユダヤ人は政治的に信用できないとだけ考えていた。
これらの残虐行為はツァーリの民族同一化政策の一環でもあった。当時民族同一化と軍国主義の思想は先進的で、多民族の国家の思想よりも優れていると考えられていた。

## 関連事項
- ゴルリッツ＝タルヌフ攻勢